# Cameron Beaubier
Cameron Charles Beaubier (Roseville, California, Estados Unidos, 6 de diciembre de 1992), es un piloto de motociclismo estadounidense que compite en el Campeonato del Mundo de Moto2 con el American Racing.
Beaubier es pentacampeón del MotoAmerica Superbike Championship, ganó el título en las temporadas 2015, 2016, 2018, 2019 y 2020. Es el segundo piloto con más títulos detrás del australiano Mat Mladin que ostenta siete títulos.

## Biografía
Después de competir en la Red Bull MotoGP Rookies Cup de 2007, Beaubier fue seleccionado para unirse a la Red Bull MotoGP Academy; en 2008 corrió en el Campeonato de España de 125cc y en 2009 disputó la temporada completa en el Campeonato del Mundo de 125cc. Luego regresó a América, donde disputó el AMA Supersport East Championship en 2010 y el AMA Pro Daytona Sportbike Championship de 2011 a 2013, donde ganó el título y la carrera de Daytona 200. Desde 2014, Beaubier ha competido en el AMA Superbike Championship, ganando el campeonato en 2015, 2016 y 2018 con el nuevo promotor de la serie, Wayne Rainey, y la organización MotoAmerica de Dorna.
En 2016, Beaubier fue un instructor invitado en la Yamaha Champions Riding School.

## Resultados

### Red Bull MotoGP Rookies Cup
| Temp. | Moto | 1      | 2       | 3     | 4     | 5     | 6       | 7      | Pos. | Pts. |
| ----- | ---- | ------ | ------- | ----- | ----- | ----- | ------- | ------ | ---- | ---- |
| 2007  | KTM  | ESP 15 | ITA Ret | GBR 6 | NED 2 | GER 1 | CZE Ret | VAL 15 | 6.º  | 59   |

### Campeonato Munidial de Motociclismo

#### Por temporada
| Temp. | Cat.  | Moto  | Equipo                  | N.º | Carreras | Victorias | Podios | Poles | V.Ráp. | Pts | Pos  |
| ----- | ----- | ----- | ----------------------- | --- | -------- | --------- | ------ | ----- | ------ | --- | ---- |
| 2009  | 125cc | KTM   | Red Bull KTM Moto Sport | 16  | 14       | 0         | 0      | 0     | 0      | 3   | 29.º |
| 2021  | Moto2 | Kalex | American Racing         | 6   | 18       | 0         | 0      | 0     | 1      | 50  | 15.º |
| 2022  | Moto2 | Kalex | American Racing         | 6   | 20       | 0         | 0      | 1     | 1      | 73  | 17.º |
| Total |       |       |                         |     | 52       | 0         | 0      | 1     | 2      | 126 |      |

#### Carreras por año
(Carreras en negrita indica pole position, carreras en cursiva indica vuelta rápida)
| Año  | Clase | Moto  | 1      | 2       | 3      | 4       | 5       | 6       | 7       | 8      | 9       | 10      | 11      | 12      | 13      | 14      | 15     | 16      | 17      | 18     | 19    | 20      | Pos. | Pts. |
| ---- | ----- | ----- | ------ | ------- | ------ | ------- | ------- | ------- | ------- | ------ | ------- | ------- | ------- | ------- | ------- | ------- | ------ | ------- | ------- | ------ | ----- | ------- | ---- | ---- |
| 2009 | 125cc | KTM   | QAT 16 | JPN 16  | SPA 15 | FRA Ret | ITA DNQ | CAT 18  | NED Ret | GER 14 | GBR Ret | CZE DNS | IND 19  | RSM 22  | POR Ret | AUS Ret | MAL 17 | VAL Ret |         |        |       |         | 29.º | 3    |
| 2021 | Moto2 | Kalex | QAT 11 | DOH Ret | POR 9  | SPA Ret | FRA Ret | ITA 8   | CAT 19  | GER 10 | NED 16  | EST Ret | AUT 20  | GBR Ret | ARA 14  | RSM 21  | AME 5  | ERM Ret | ALG 5   | VAL 21 |       |         | 15.º | 50   |
| 2022 | Moto2 | Kalex | QAT 9  | INA 12  | ARG 11 | AME Ret | POR Ret | SPA Ret | FRA 4   | ITA 7  | CAT Ret | GER 14  | NED Ret | GBR Ret | AUT 13  | RSM 14  | ARA 11 | JPN 11  | THA Ret | AUS 7  | MAL 7 | VAL Ret | 17.º | 73   |

### Campeonato Mundial de Superbikes

#### Carreras por año
(Carreras en negrita indica pole position, carreras en cursiva indica vuelta rápida)
| Año  | Moto   | 1   | 1   | 2   | 2   | 3   | 3   | 4   | 4   | 5   | 5   | 6   | 6   | 7       | 7      | 8   | 8   | 9   | 9   | 10  | 10  | 11  | 11  | 12  | 12  | 13  | 13  | Pos. | Pts. |
| Año  | Moto   | R1  | R2  | R1  | R2  | R1  | R2  | R1  | R2  | R1  | R2  | R1  | R2  | R1      | R2     | R1  | R2  | R1  | R2  | R1  | R2  | R1  | R2  | R1  | R2  | R1  | R2  | Pos. | Pts. |
| ---- | ------ | --- | --- | --- | --- | --- | --- | --- | --- | --- | --- | --- | --- | ------- | ------ | --- | --- | --- | --- | --- | --- | --- | --- | --- | --- | --- | --- | ---- | ---- |
| 2016 | Yamaha | AUS | AUS | THA | THA | SPA | SPA | NED | NED | ITA | ITA | MAL | MAL | GBR Ret | GBR 10 | ITA | ITA | USA | USA | GER | GER | FRA | FRA | SPA | SPA | QAT | QAT | 26.º | 6    |

### MotoAmerica

#### Por temporada
| Temp. | Moto          | Equipo                                        | N.º   | Carreras | Victorias | Podios | Poles | V. Ráp. | Ptos. | Pos. |
| ----- | ------------- | --------------------------------------------- | ----- | -------- | --------- | ------ | ----- | ------- | ----- | ---- |
| 2015  | Yamaha YZF-R1 | Monster Energy/Graves/Yamaha                  | 6     | 18       | 8         | 17     | 1     | 6       | 372   | 1.º  |
| 2016  | Yamaha YZF-R1 | Monster Energy/Graves/Yamaha                  | 1     | 17       | 8         | 12     | 4     | 9       | 311   | 1.º  |
| 2017  | Yamaha YZF-R1 | Monster Energy/Yamalube/Yamaha Factory Racing | 1     | 16       | 5         | 12     | 2     | 7       | 255   | 3.º  |
| 2018  | Yamaha YZF-R1 | Monster Energy/Yamalube/Yamaha Factory Racing | 6     | 20       | 8         | 17     | 6     | 10      | 390   | 1.º  |
| 2019  | Yamaha YZF-R1 | Monster Energy/Yamalube/Yamaha Factory Racing | 1     | 20       | 6         | 17     | 4     | 7       | 367   | 1.º  |
| 2020  | Yamaha YZF-R1 | Monster Energy Attack Performance Yamaha      | 1     | 20       | 16        | 18     | 7     | 17      | 436   | 1.º  |
| Total | Total         | Total                                         | Total | 111      | 51        | 93     | 24    | 56      | 2131  |      |

#### Carreras por año
(Carreras en negrita indica pole position, carreras en cursiva indica vuelta rápida)
| Año  | Marca  | 1       | 1     | 2       | 2       | 3     | 3       | 4     | 4     | 5       | 5     | 6     | 6      | 7       | 7     | 8       | 8       | 8     | 9     | 9       | 9     | 10      | 10    | Pts. | Pos. |
| Año  | Marca  | R1      | R2    | R1      | R2      | R1    | R2      | R1    | R2    | R1      | R2    | R1    | R2     | R1      | R2    | R1      | R2      | R3    | R1    | R2      | R3    | R1      | R2    | Pts. | Pos. |
| ---- | ------ | ------- | ----- | ------- | ------- | ----- | ------- | ----- | ----- | ------- | ----- | ----- | ------ | ------- | ----- | ------- | ------- | ----- | ----- | ------- | ----- | ------- | ----- | ---- | ---- |
| 2015 | Yamaha | AME 2   | AME 1 | ATL 1   | ATL 1   | VIR 2 | VIR 3   | RAM 1 | RAM 2 | BAR Ret | BAR 1 | MIL 2 | MIL 2  | LAG 2   | LAG 1 | IND 1   | IND 1   |       | NJE 2 | NJE 3   |       |         |       | 372  | 1.º  |
| 2016 | Yamaha | AME DNS | AME 4 | ATL Ret | ATL 1   | NJE 1 | NJE 1   | VIR 4 | VIR 1 | RAM 1   | RAM 1 | BAR 3 | BAR 3  | UTA 1   | UTA 2 | LAG 1   | LAG 2   |       | NJE 4 | NJE Ret |       |         |       | 311  | 1.º  |
| 2017 | Yamaha | AME 8   | AME 2 | ATL 1   | ATL 3   | VIR 2 | VIR 3   | RAM 1 | RAM 3 | UTA 16  | UTA 3 | LAG 3 | LAG 14 | SON 1   | SON 1 | PIT 1   | PIT Ret |       | NJE   | NJE     |       | BAR     | BAR   | 255  | 3.º  |
| 2018 | Yamaha | ATL 9   | ATL 2 | AME 3   | AME 2   | VIR 2 | VIR 2   | RAM 1 | RAM 1 | LAG 1   | LAG 1 | UTA 2 | UTA 1  | SON 1   | SON 1 | PIT 5   | PIT 2   |       | NJE 3 | NJE 1   |       | BAR Ret | BAR 2 | 390  | 1.º  |
| 2019 | Yamaha | ATL 1   | ATL 3 | AME 2   | AME 3   | VIR 1 | VIR Ret | RAM 2 | RAM 2 | UTA 4   | UTA 2 | LAG 3 | LAG 3  | SON Ret | SON 1 | PIT 2   | PIT 2   |       | NJE 2 | NJE 1   |       | BAR 1   | BAR 1 | 367  | 1.º  |
| 2020 | Yamaha | RAM 1   | RAM 1 | RAM 1   | RAM Ret | ATL 1 | ATL 1   | PIT 1 | PIT 1 | WAS 1   | WAS 1 | NJE 1 | NJE 1  | BAR 1   | BAR 1 | IND Ret | IND 3   | IND 2 | LAG 1 | LAG 1   | LAG 1 |         |       | 436  | 1.º  |